# Nolzeïta
La nolzeïta és un mineral de la classe dels borats. Rep el nom en honor del Dr. Gert Nolze (n. 1960), cristal·lògrafa de l'Institut Federal d'Investigació i Provació de Materials de Berlín, Alemanya.

## Característiques
La nolzeïta és un borat de fórmula química NaMn₂[Si₃BO9](OH)₂·2H₂O. Va ser aprovada com a espècie vàlida per l'Associació Mineralògica Internacional l'any 2014, i la primera publicació data del 2017. Cristal·litza en el sistema triclínic.

## Formació i jaciments
Va ser descoberta l'any 1987 per Quintin Wight a la pedrera Poudrette, situada al Mont Saint-Hilaire, dins el municipi regional de comtat de La Vallée-du-Richelieu, a Montérégie (Quebec, Canadà). Es tracta de l'únic indret de tot el planeta on ha estat descrita aquesta espècie mineral.